# Rete filoviaria di Lecce
La rete filoviaria di Lecce è un sistema di trasporto pubblico filoviario che serve la città salentina. È composto da quattro linee.

## Storia

### Prodromi
La costruzione della rete è stata resa possibile grazie al finanziamento statale reso possibile dalla legge 26 febbraio 1992, n. 211 (Interventi nel settore dei sistemi di trasporto rapido di massa). Viene indetto un bando di gara vinto dall'ATI composta da Sirti, Van Hool NV, Imet Spa e Vossloh Kiepe Gmbh. Fu effettuato un giro inaugurale con le autorità nel 2007, tuttavia i lavori si conclusero nel 2009. Il 31 marzo 2010 viene nominato il direttore d'esercizio della rete filoviaria.

### Attivazione della prima linea

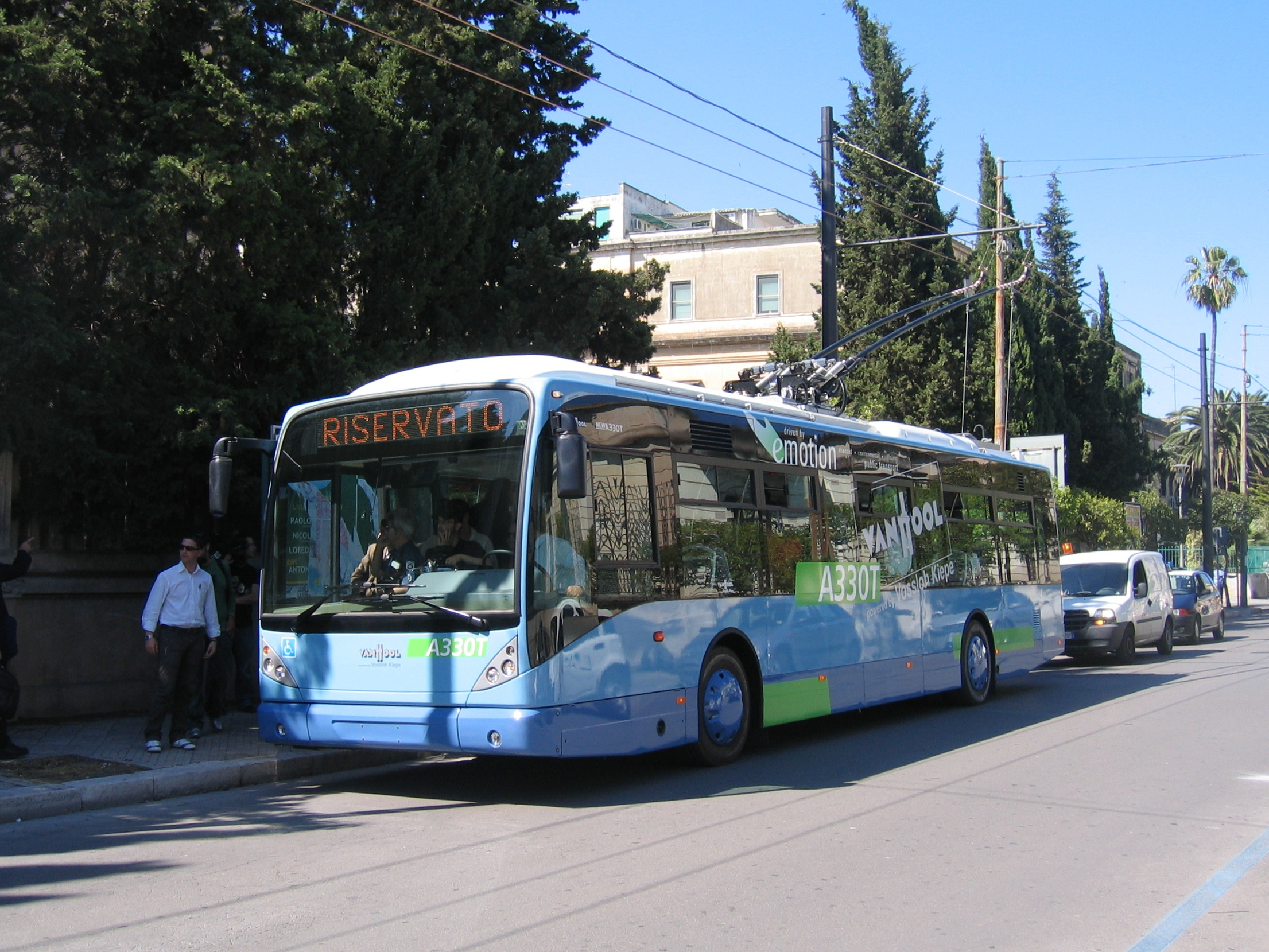
Il primo filobus esposto nel 2007

La prima linea fu aperta all'esercizio il 12 gennaio 2012, con un ritardo di più di quattro anni sui tempi previsti. Venne classificata come "linea 29" ed esercita con una frequenza antimeridiana di 16 minuti e pomeridiana di 24 minuti.

### L'estensione della rete
Il 2 febbraio 2013 venne attivata la linea circolare (numerazione 30 e 31) con una frequenza di 40 minuti.
Dal 15 giugno 2014 venne attivata anche la linea 27, che collega il City Terminal all'Ecotekne, il polo scientifico dell'Università del Salento. La sua frequenza varia tra i 20 e i 60 minuti. Poiché la parte periferica del tracciato (da Via Monteroni all'Ecotekne) non è provvisto di linea aerea, i filobus sono costretti a marciare con l'alimentazione diesel tradizionale, penalizzando i tempi di percorrenza.
Dal 2014 al 2021 la rete era composta dalle seguenti linee:
- 27 City Terminal/Foro Boario - Ecotekne
- 29 Stazione FS - Porta Napoli
- 30 circolare sinistra
- 31 circolare destra

### La revisione della rete
Considerando le nuove politiche sull'abbattimento delle emissioni di CO2 e quindi l'allargamento progressivo delle aree ZTL nel centro storico, si rende necessario potenziare il trasporto pubblico. L'amministrazione Salvemini varò un nuovo progetto di "revisione" (anziché dimissione) delle filovie leccesi, che prevedeva un parziale smantellamento della rete (in particolare la linea periferica 27 dove il bifilare è discontinuo) ed il mantenimento di una sola linea, quella circolare attorno al centro (unificando le attuali linee 30 e 31), per formare un "anello" filoviario monodirezionale, con frequenze raddoppiate, combinato a nuove autolinee radiali in modo da servire in modo capillare i comuni al di fuori della cerchia cittadina e rispondere in modo più efficiente alle esigenze degli utenti.
Il processo di revisione, più volte aggiornato, è stato compiuto ed entrato in vigore il 12 giugno 2022. L'intera rete del trasporto pubblico è stata completamente ristrutturata e razionalizzata, passando da un'estensione di 327 Km a 244 Km, con 300 fermate.

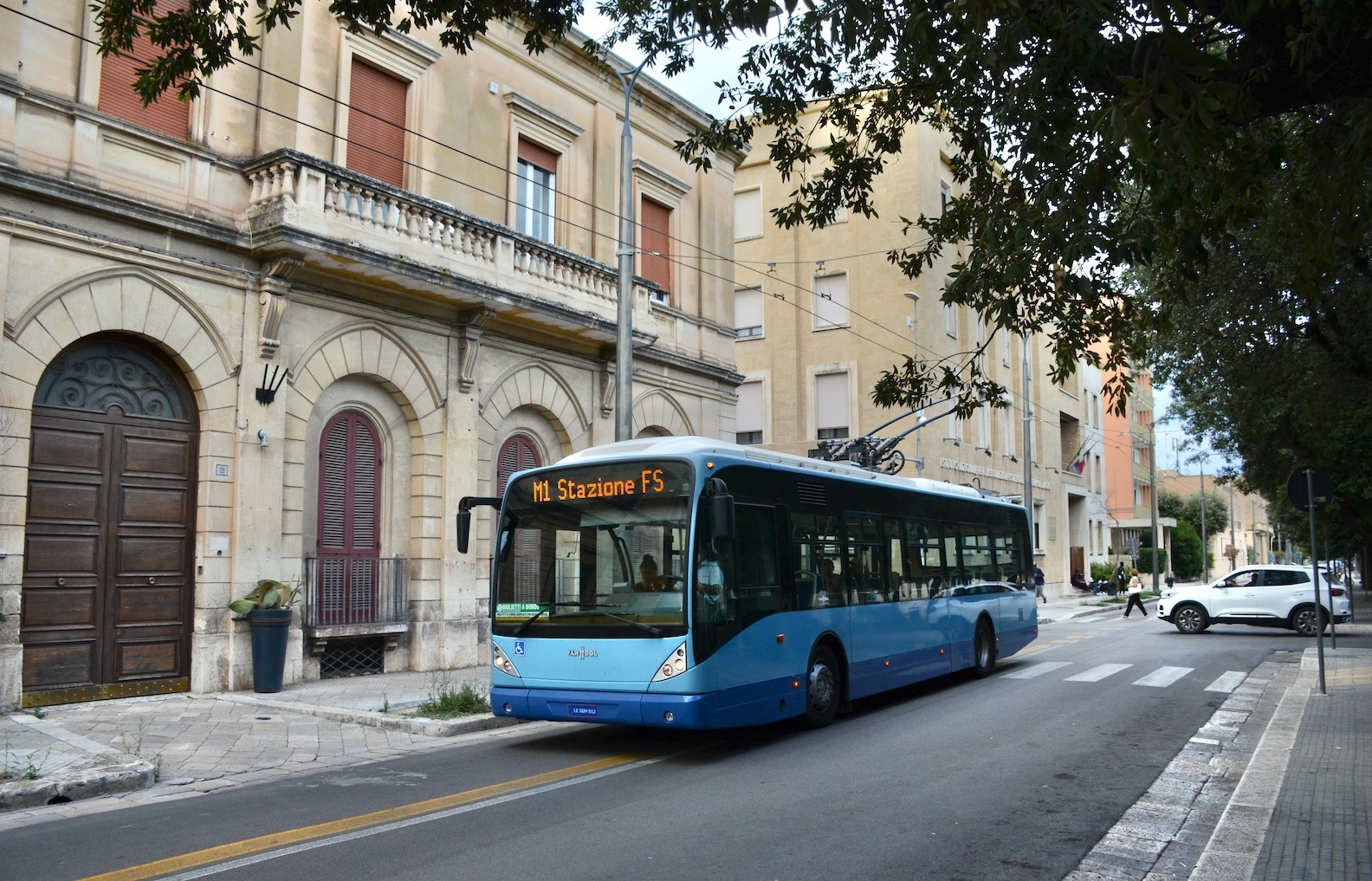
Un filobus al servizio della linea M1 (ex-29), 2022

Con la riorganizzazione della rete, le linee filoviarie in esercizio hanno assunto una nuova codifica e sono così suddivise:
- M1: Asse di Forza del centro, ricalca il percorso della linea 29  che ha sostituito.
- C2 e C3: Le due linee circolari cittadine, ricalcano il percorso delle precedenti linee 30 e 31 e permettono un agile interscambio con le autolinee radiali (numerate da R4 a R11).
- S13: Linea Suburbana, erede della 27. È l'unica delle linee filoviarie ad uscire dalla cerchia cittadina. Le altre suburbane, numerate da S12 a S19, sono gestite con autobus.

La revisione ha permesso di aumentare la frequenza delle singole linee (15 minuti nelle ore di punta, 30 minuti nelle fasce orarie di "morbida") rendendo la rete più efficiente ed attrattiva.
Nel prossimo futuro, è prevista l'introduzione dei nuovi mezzi filoviari IMC, in grado di marciare grazie alle batterie ricaricate in linea, che garantiranno l'esercizio in elettrico con 10 km di autonomia anche quando staccati dalla linea aerea, fattore utilissimo sulla linea S13.
Il progetto di Espansione
Nel maggio 2025 la nuova sindaca Adriana Poli Bortone ha presentato un nuovo progetto di ampliamento della rete, dal costo di 118 milioni.
Il progetto prevede:
-  Il potenziamento della linea S13, che verrebbe dotata di bifilare anche nel tratto mancante fino al polo universitario;
- L' istituzione di una nuova linea sulla tratta Lecce-Maglie da realizzare ex novo;
- La realizzazione dei parcheggi di interscambio in zone periferiche servite dalle linee filoviarie.
-Migliorie alla rete esistente, con elettrificazione di nuovi percorsi tramite linea aerea e istituzione di corsie preferenziali per i filobus;
- Aumento della flotta da 11 a 27 mezzi con l' acquisto di nuovi filobus con tecnologia IMC, di cui 8 saranno filosnodati da 18 mt.

## Caratteristiche

### Costi
€ 22 029 965, così suddivisi:
- € 13 218 197 dal Ministero per le Infrastrutture;
- € 3 060 900 dalla Regione Puglia;
- € 5 750 887 dal Comune di Lecce[10].

## Mezzi
Dodici Van Hool A330T bimodali, lunghi 12 metri, con motore diesel euro 4 . Tre di questi sono stati ceduti nel 2016 dalla rete filoviaria di Bari, attualmente dismessa.
La livrea dei mezzi per la città salentina è l'azzurro.